# Capo Gelidonya
Capo Gelidonya (in lingua turca Gelidonya Burnu o Taşlık Burnu) è un promontorio della penisola di Teke, in Anatolia (Turchia), che separa la baia di Finike, a ovest, dal golfo di Antalya a est.  

## Storia
In questo luogo venne rinvenuto il relitto di una nave mercantile fenicia risalente a 1200 a.C. ca., situato a circa 27 m di profondità sull'irregolare fondale roccioso. Venne individuato nel 1954, e lo scavo, eseguito da Peter Throckmorton, George F. Bass e Frédéric Dumas, iniziò nel 1960. Tra i ritrovamenti si possono osservare ceramiche micenee e lingotti di rame e stagno.
Nel 1616 vi ebbe luogo la Battaglia di Capo Celidonia.